# Мария Августа Ангальтская
Принцесса Мария Августа Ангальтская (нем. Marie Auguste von Anhalt, 10 июня 1898, Балленштедт — 22 мая 1983, Эссен, Северный Рейн-Вестфалия) — дочь Эдуарда, герцога Ангальтского, и его супруги принцессы Луизы Саксен-Альтенбургской.

## Биография
У Марии Августы было пятеро братьев и сестёр. Мария Августа приходилась старшей сестрой Иоахиму Эрнсту, герцогу Ангальтскому. Её дедом был герцог Фридрих Ангальтский, бабушкой — принцесса Антуанетта Саксен-Альтенбургская. По матери она была внучкой принца Морица Саксен-Альтенбургского и принцессы Августы Саксен-Мейнингенской.
11 марта 1916 года в Берлине она вышла замуж за принца Иоахима Прусского, младшего сына императора Вильгельма II. Свадебное торжество, в котором приняли участие император и императрица, герцог и герцогиня Ангальтские и другие родственники, состоялось во дворце Бельвю. Церемония прошла по лютеранскому обряду.

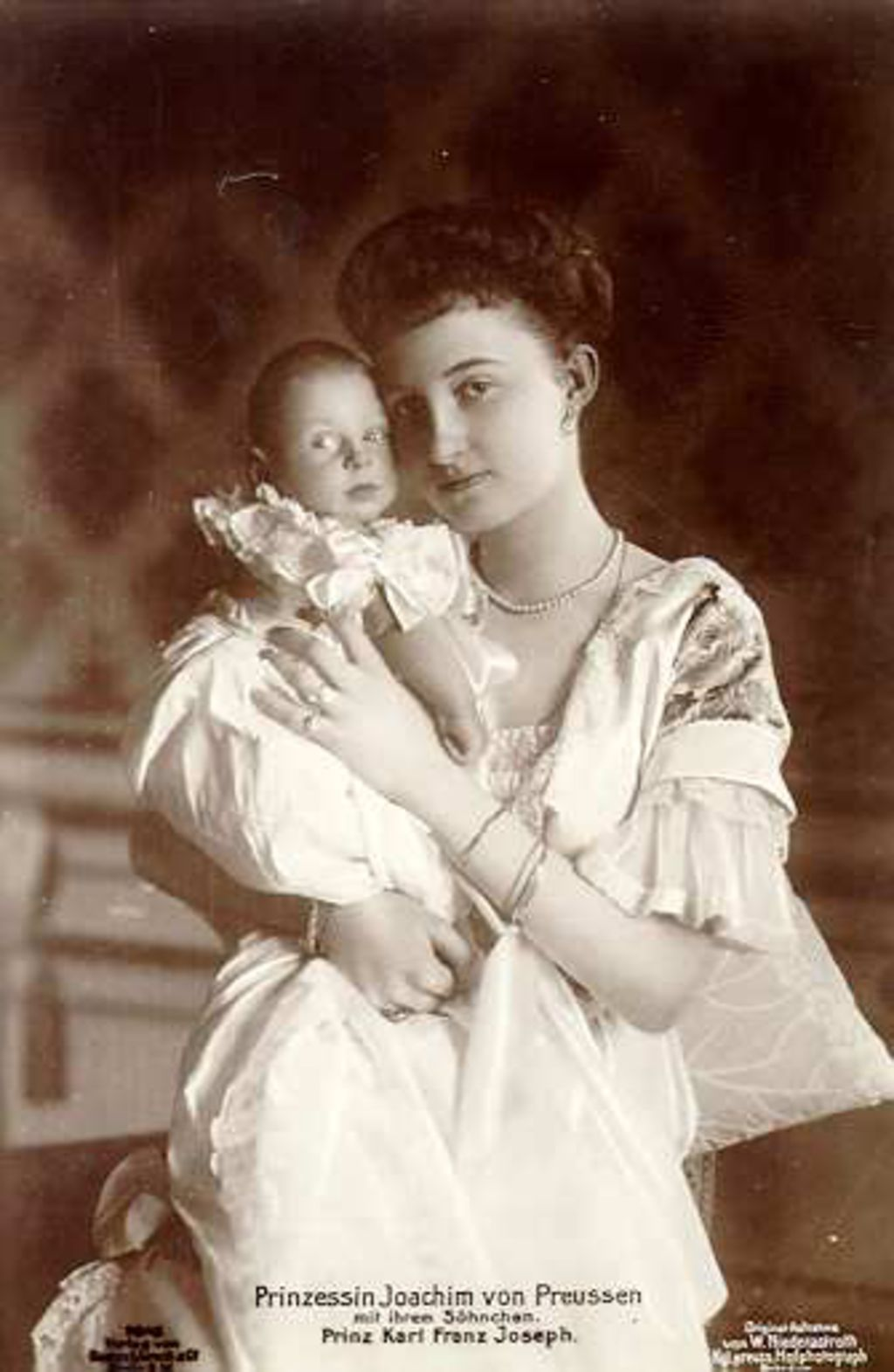
Мария Августа вместе с сыном

У пары родился единственный сын, принц Карл Франц. Их внук, принц Франц Вильгельм женился на Марии Владимировне Романовой, претендентке на императорский престол России.
После отречения императора Вильгельма II супруг Марии Августы оказался не в состоянии смириться со своим новым статусом простолюдина и впал в глубокую депрессию. В конце концов он совершил самоубийство 18 июля 1920 года в Потсдаме. Один из источников сообщает, что у него было сложное финансовое положение в связи с «великой депрессией». Его родной брат, принц Эйтель Фридрих Прусский отметил, что он страдал от «порыва чрезмерного слабоумия». Незадолго до самоубийства супруги развелись, что послужило одной из причин суицида.
После самоубийства Иоахима Карл Франц был взят под опеку своим дядей по отцу принцем Эйтелем Фридрихом. Матери была предоставлена полная опека над сыном в 1921 году. Она получила это право несмотря на то, что ранее пыталась бросить своего мужа, и вопреки многочисленным свидетельствам против неё.
27 сентября 1926 года Мария Августа вышла замуж за Иоганна Михаэля, барона фон Лоена, друга детства. Они развелись в 1935 году, и Мария Августа вернулась к своей девичьей фамилии.
Мария Августа усыновила в 1980 году Ханса Лихтенберга, которому дала имя принца Фридриха Ангальтского. Это было неправильно, так как женщины не передают титулы детям. Таким образом, «принц Ангальтский» — просто фамилия, как и все другие имена, которые он использует. В 1986 году он женился на актрисе Жа Жа Габор.